# Vancouver Whitecaps (MLS)
1. WEITERLEITUNG Vancouver Whitecaps